# Allison Adelle Hedge Coke
Allison Adelle Hedge Coke és una escriptora ameríndia nord-americana, barreja d'hurons, cherokees, francesos i portuguesos. Es crià a Carolina del Sud, i és llicenciada en arts i poetessa. Ha editat diverses obres per a l'Institute for American Indian Arts. Ha escrit el poemari Dog road woman (1997), i altres poemes seus han estat recollits a les antologies Speaking for the Generations and the Lands (1998) i Reinventing the Enemy's Language (1997).

## Obres
- Streaming, Coffee House Press (poems).[1]
- Rock, Ghost, Willow, Deer, University of Nebraska Press (memoir, paperback edition).[2]
- Blood Run", Salt Publishing (poems (free verse play)).[3]
- Off-Season City Pipe, Coffee House Press (poems).[4]
- Rock, Ghost, Willow, Deer, University of Nebraska Press (memoir).[5][6]
- Dog Road Woman : Poems, Coffee House Press.[7]
- Year Of The Rat, (Chapbook) Grimes Press.[8]
- "Effigies II: An Anthology of New Indigenous Writing." Editor, Salt Publishing. 2014[9]
- "Sing: Poetry of the Indigenous Americas", Editor, University of Arizona Press. 2011.[10]
- "Effigies: An Anthology of New Indigenous Writing", Pacific Rim, Editor, Salt Publishing. 2009.[11]
- "Bone Light" by Orlando White, series editor, Red Hen Press. 2009.
- From the Fields, Editor, California Poets in the Schools Press.[12]
- Ahani: Indigenous American Poetry", Editor, Oregon State University.[13]
- They Wanted Children, Editor, Sioux Falls School District Press. Sioux Falls School District (South Dakota)
- Coming to Life, Editor, Sioux Falls School District Press.Sioux Falls School District (South Dakota)[14] Poems of Peace After 9-11.
- It's Not Quiet Anymore: New Work from the Institute of American Indian Arts, Co-Senior Editor with Heather Ahtone, Institute of American Indian Arts Press.[15]
- Voices of Thunder: New Work from the Institute of American Indian Arts, Co-Editor with Heather Ahtone, Institute of American Indian Arts Press.